# L'astro dei nomadi
L'astro dei nomadi (Star of Gypsies) è un romanzo di fantascienza del 1986 scritto da Robert Silverberg.

## Trama
Yakoub l'ex re degli Popoli romanì (in quanto aveva abdicato decenni prima), viene rintracciato da Polarca (un giovane Rom). Polarca ha una richiesta da fare a Yakoub, chiedergli di tornare ad essere il re degli zingari per comandare l'esodo del popolo rom verso il nativo pianeta Stella di Romany. Inizialmente Yakoub rifiuta, ma a seguito di una visione, decide di accettare di divenire il capitano della traversata spaziale e riunire tutti i rom della galassia nella traversata, senza però comunicare la sua intenzione. Dopo la partenza di Polarca, riceve la visita del Duca de Gramont. Anche quest'ultimo cerca di convincere Yakoub a divenire re, non conoscendo la decisione già presa da quest'ultimo. Per ultimo a comparire interviene suo cugino Damiano, che gli racconta che se lui non diverrà re, lo farà Sharisan (il figlio che Yakoub ha sempre odiato). Dopo un periodo di preparazione, Yakoub si teletrasporta sul pianeta Xamur (un pianeta prossimo a quello in cui sta vivendo Sharisan), riunisce un gruppo di amici e fidati Rom, per farsi spiegare la situazione della reggenza. Dalla riunione emerge che il figlio si è fatto eleggere con una votazione truccata, ma il gruppo non sa come ciò sia potuto accadere. Dopo un primo momento di indecisione Yakoub, decide di andare a parlare a tu per tu con il proprio figlio, ottenendo come unico risultato l'essere imprigionato. Durante la prigionia, il mondo viene sconvolto da una faida per la successione dell'impero dei non nomadi (chiamati Gaye). In rapida successione, i tre Lord ammessi alla successione dell'impero, si uccidono a vicenda, nel mentre Yakoub compie un viaggio mistico. Il suo viaggio arriva sino a quando il popolo Rom fu costretto ad abbandonare la Stella di Romany. Al ritorno del viaggio extracorporeo, a Yakoub, viene raccontato dell'assenza dell'imperatore e gli viene chiesto di divenire lui stesso imperatore della galassia, in quanto lui l'unico re noto e conosciuto in tutta la galassia. Yakoub accettando, pone fine all'incertezza della reggenza. Una sera coi suoi fidati consiglieri, cercando la Stella di Romany, la vede brillare di azzurro e immediatamente comprende che si sta verificando la terza esplosione solare. Comprende immediatamente che presto o tardi o lui o un re discendente, potrà riportare il suo popolo sul loro pianeta nativo.

## Edizioni
- (EN) Robert Silverberg, Star of Gypsies, 1ª ed., Donald I. Fine, 1986, ISBN 978-0-917657-92-4.
- (FR) Robert Silverberg, L'étoile des gitans, traduzione di Patrick Berthon}, Ailleurs et demain, Parigi, Robert Laffont, 1987, ISBN 978-2-221-05296-9.
- Robert Silverberg, L'astro dei nomadi, a cura di Gianfranco Viviani, traduzione di Annarita Guarnieri, Cosmo. Collana di Fantascienza, n. 187, Rescaldina, Editrice Nord, 1988.